# Frédéric-Charles de Wurtemberg-Winnental
Frédéric-Charles de Wurtemberg-Winnental (Stuttgart 12 septembre 1652 - 20 décembre 1698), est à partir de 1677 duc de la lignée des Wurtemberg-Winnental et tuteur du duc Eberhard-Louis de Wurtemberg, régent du duché.
Il est le fils du duc Eberhard III et d'Anne-Catherine de Salm-Kyrbourg.

## Biographie
Le 27 novembre 1677 Frédéric-Charles reçoit de l'empereur Léopold Ier du Saint-Empire la charge de tuteur de son neveu Eberhard-Louis de Wurtemberg et d'assumer la régence du duché de Wurtemberg. Cette charge cesse à la majorité d'Eberhard-Louis, le 22 janvier 1693. Comme compensation, l'empereur lui octroie des terres et le nomme maréchal impérial. En 1694, il combat auprès de Louis-Guillaume de Bade-Bade (Ludwig Wilhelm von Baden-Baden) contre l'invasion turque sur les bords du rhin, et reçoit pour sa vaillance la croix de l'ordre supérieur des armées impériales.

## Descendance
Le 31 octobre 1682 Frédéric-Charles de Wurtemberg-Winnental épouse Éléonore-Julienne de Brandebourg-Ansbach, fille du margrave Albert II de Brandebourg-Ansbach. Ils ont huit enfants, dont deux meurent en bas âge :
- Charles-Alexandre de Wurtemberg (1684-1737), duc de Wurtemberg-Winnental, puis duc de Wurtemberg (1733-1737) ;
- Dorothée de Wurtemberg (1685-1687) ;
- Frédéric-Charles de Wurtemberg (1686-1693) ;
- Henri-Frédéric de Wurtemberg-Winnental (1687-1734) ;
- Maximilien de Wurtemberg-Winnental (1689-1709) ;
- Frédéric-Charles de Wurtemberg (1690-tué le 19 septembre 1734) lors de la bataille de Guastalla. En 1722 il épouse Ursule-Catherine de Teschen (1706-1743) ;
- Une fille mort-née le 17 novembre 1692 ;
- Christiane-Charlotte de Wurtemberg-Winnental (1694-1729). En 1709 elle épousa le margrave Guillaume-Frédéric de Brandebourg-Ansbach.

À partir de 1696, Frédéric de Wurtemberg-Winnental est soigné d'une syphilis, dont il meurt à Stuttgart, le 20 décembre 1698. Son épouse lui survit jusqu'au 4 mars 1724.
Frédéric-Charles de Wurtemberg est l'ascendant agnatique (direct, de mâle en mâle) de Charles de Wurtemberg, chef de la maison de Wurtemberg de 1975 à sa mort en 2022, et, évidemment de son petit-fils et successeur Wilhelm de Wurtemberg, né en 1994.